# Wystawa rzemiosła polskiego w Poznaniu

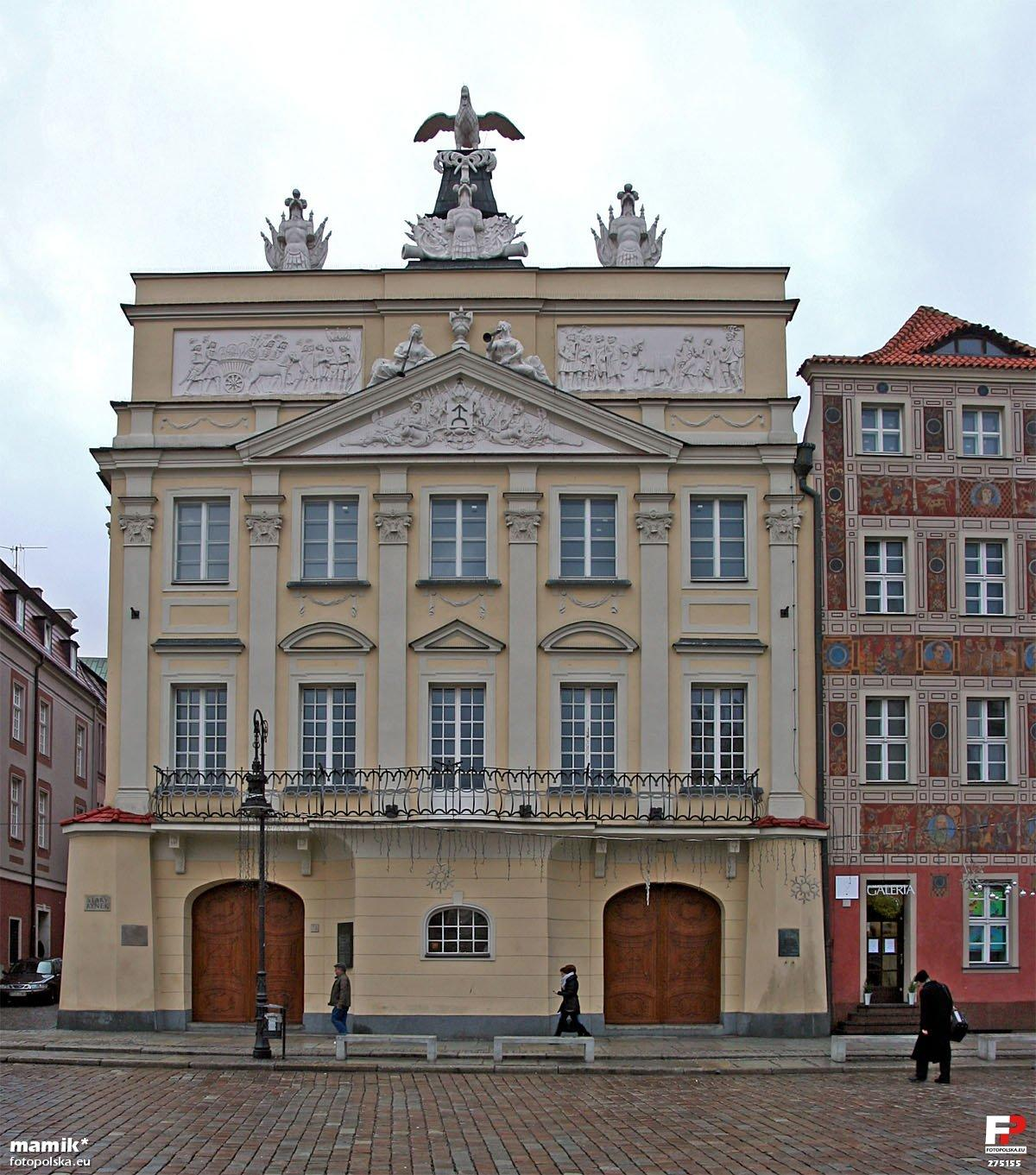
Pałac Działyńskich w Poznaniu

Wystawa rzemiosła polskiego w Poznaniu – wystawa przemysłowa zorganizowana w Poznaniu w 1850. 

## Historia
Była pierwszą w Poznaniu wystawą przemysłową – odbyła się przed Prowincjonalną Wystawą Przemysłową z 1895 i Wystawą Wschodnioniemiecką z 1911, otwierając tym samym tradycje wystawiennicze Poznania.
Wystawę otwarto 15 czerwca 1850 w Pałacu Działyńskich. Miała za cel przedstawić polskie dokonania techniczne w Prowincji Poznańskiej, ale także umocnić społeczeństwo polskie pod zaborem pruskim. Organizatorem było założone w 1849 Towarzystwo Przemysłowe (kontynuator powstałego w 1848 Towarzystwa Czytelni i Dobrej Rady), a jednym z głównych orędowników Karol Libelt. Finansowo projekt wsparł Tytus Działyński. Pokazanie polskich osiągnięć gospodarczych miało za zadanie ukazać brak różnic cywilizacyjnych pomiędzy Polakami i Niemcami, a tym samym umocnić polskiego ducha patriotycznego. Organizacja przedsięwzięcia była możliwa w krótkim okresie liberalizacji pod zaborem po wydarzeniach Wiosny Ludów